# San Román de la Cuba
San Román de la Cuba település Spanyolországban, Palencia tartományban. San Román de la Cuba Pozo de Urama, Villalcón, Cervatos de la Cueza, Valle del Retortillo és Cisneros községekkel határos. Lakosainak száma 53 fő (2024).

## Népesség
A település népessége az elmúlt években az alábbi módon változott:
| Lakosok száma | 113  | 108  | 108  | 91   | 87   | 80   | 68   | 61   | 59   | 53   |
|               | 2001 | 2004 | 2007 | 2009 | 2012 | 2014 | 2017 | 2019 | 2022 | 2024 |